# Course en ligne féminine aux championnats du monde de cyclisme sur route 1977
Navigation
1976 1978
La course en ligne féminine aux championnats du monde de cyclisme sur route 1977 a lieu le 3 septembre 1977 à San Cristóbal au Venezuela. Cette édition est remportée par la Française Josiane Bost.

## Classement
|                                    | Coureuse             | Pays        |    | Temps           |
| ---------------------------------- | -------------------- | ----------- | -- | --------------- |
| Médaille d'or, Coupe du Monde      | Josiane Bost         | France      | en | 1 h 22 min 41 s |
| Médaille d'argent, Coupe du Monde  | Connie Carpenter     | États-Unis  | +  | 1 min 48 s      |
| Médaille de bronze, Coupe du Monde | Minnie Brinkhof      | Pays-Bas    |    | 1 min 48 s      |
| 4                                  | Karen Strong         | Canada      |    | 1 min 48 s      |
| 5                                  | Tineke Fopma         | Pays-Bas    |    | 1 min 48 s      |
| 6                                  | Marjan Bik           | Pays-Bas    |    | 1 min 48 s      |
| 7                                  | Anne Riemersma       | Pays-Bas    |    | 1 min 48 s      |
| 8                                  | Bruna Cancelli       | Italie      |    | 1 min 48 s      |
| 9                                  | Catherine Swinnerton | Royaume-Uni |    | 1 min 48 s      |
| 10                                 | Denise Burton        | Royaume-Uni |    | 1 min 48 s      |
| 11                                 | Asta Forsell         | Finlande    |    | 1 min 48 s      |
| 12                                 | Giuseppa Micheloni   | Italie      |    | 1 min 54 s      |
| 13                                 | Geneviève Gambillon  | France      |    | 1 min 54 s      |
| 14                                 | Josephine Randell    | Royaume-Uni |    | 1 min 54 s      |
| 15                                 | Tosca Argentin       | Italie      |    | 1 min 54 s      |
| 16                                 | Nicole Verzier       | France      |    | 1 min 58 s      |
| 17                                 | Heidi Hopkins        | États-Unis  |    | 1 min 58 s      |
| 18                                 | Chantal Fortier      | France      |    | 1 min 58 s      |
| 19                                 | Margaret Thompson    | États-Unis  |    | 4 min 14 s      |
| 20                                 | Mary Jane Reoch      | Royaume-Uni |    | 4 min 14 s      |
| 21                                 | Isabel Leon Moncada  | Mexique     |    | 5 min 51 s      |
| 22                                 | Tuulikki Jahre       | Suède       |    | 5 min 52 s      |
| 23                                 | Marijke Lagerlöf     | Pays-Bas    |    | 10 min 19 s     |
| 24                                 | Jeanine Martin       | France      |    | 11 min 37 s     |
| 25                                 | Carolyn Peterson     | États-Unis  |    | 11 min 37 s     |
| 26                                 | Terry Riley          | Royaume-Uni |    | 11 min 44 s     |
| 27                                 | Francisca Jara       | Mexique     |    | 14 min 32 s     |
| 28                                 | Aida Miranda         | Venezuela   |    | 18 min 58 s     |
| 29                                 | Lourdes Lopez        | Venezuela   |    | 25 min 44 s     |